# Ridgeland (Wisconsin)
Ridgeland es una villa ubicada en el condado de Dunn en el estado estadounidense de Wisconsin. En el Censo de 2010 tenía una población de 273 habitantes y una densidad poblacional de 248,01 personas por km².

## Geografía
Ridgeland se encuentra ubicada en las coordenadas 45°12′8″N 91°53′53″O / 45.20222, -91.89806. Según la Oficina del Censo de los Estados Unidos, Ridgeland tiene una superficie total de 1.1 km², de la cual 1.1 km² corresponden a tierra firme y (0%) 0 km² es agua.

## Demografía
Según el censo de 2010, había 273 personas residiendo en Ridgeland. La densidad de población era de 248,01 hab./km². De los 273 habitantes, Ridgeland estaba compuesto por el 97.44% blancos, el 0% eran afroamericanos, el 0% eran amerindios, el 0.73% eran asiáticos, el 0% eran isleños del Pacífico, el 0% eran de otras razas y el 1.83% pertenecían a dos o más razas. Del total de la población el 0% eran hispanos o latinos de cualquier raza.